# Ellis van den Brink
Wilhelmina Elisabeth (Ellis) van den Brink (Amsterdam, 17 maart 1947) is een Nederlands actrice.
Ellis (ook wel Alice) van den Brink is een dochter van de acteur Wim van den Brink en de actrice Nell Koppen. Ze studeerde Nederlands en volgde daarna enige tijd de modeacademie. Uiteindelijk belandde ze op de toneelschool waar ze in 1971 haar diploma behaalde.
Ze werkte voor gezelschappen als de Haagse Comedie en Centrum en was op televisie te zien in series als Pleisterkade 17 en Pleidooi. Ook was ze te zien als Wanda in de tv-serie de Buurtsuper en als moeder in de VPRO-televisiefilm Achilles en het zebrapad.
Ellis speelde ook een gastrol in Baantjer: seizoen 1 (1995) De Cock en de moord onder de doktoren als Henriëtte Brouwer, en seizoen 3 (1997) De Cock en de bittere moord als hospita Ans Koster. In 1997 speelde ze in Samsam (1997) Koken met panne als Herma van Staveren.
Compleet onherkenbaar was ze in de NPS-serie Bruin Goud waar ze de rol van  "gekke" Jeichie Jaring speelde. In 2017 en 2018 was ze te zien in De 12 van Oldenheim.